# Super ShowDown (2020)
Super ShowDown (2020) – gala wrestlingu wyprodukowana przez federację WWE dla zawodników z brandów Raw i SmackDown. Odbyła się 27 lutego 2020 w Mohammed Abdo Arena w Rijadzie w Arabii Saudyjskiej. Emisja była przeprowadzana na żywo za pośrednictwem WWE Network oraz w systemie pay-per-view. Była to trzecia gala w chronologii cyklu Super ShowDown.
Podczas gali odbyło się dziesięć walk, w tym jedna podczas pre-show. W walce wieczoru, Goldberg pokonał "The Fiend" Braya Wyatta zdobywając po raz drugi Universal Championship, co było pierwszą porażką Wyatta w postaci The Fiend. Goldberg także stał się tym samym pierwszym wrestlerem wygrywający światowe mistrzostwo po zostaniu wprowadzonym do WWE Hall of Fame. W innych ważnych walkach, Brock Lesnar obronił WWE Championship pokonując Ricocheta, Bayley pokonała Naomi broniąc SmackDown Women’s Championship, co było pierwszą walką kobiet w Arabii Saudyjskiej z tytułem na szali oraz Roman Reigns pokonał Kinga Corbina w Steel Cage matchu. W ostatniej swojej walce na żywo, The Undertaker niespodziewanie powrócił jako nieogłoszony uczestnik Gauntlet matchu, który wygrał zdobywając Tuwaiq Mountain Trophy.

## Produkcja
Super ShowDown oferowało walki profesjonalnego wrestlingu z udziałem wrestlerów należących do brandów Raw i SmackDown. Oskryptowane rywalizacje (storyline’y) kreowane są podczas cotygodniowych gal Raw i SmackDown. Wrestlerzy są przedstawieni jako heele (negatywni, źli zawodnicy i najczęściej wrogowie publiki) i face’owie (pozytywni, dobrzy i najczęściej ulubieńcy publiki), którzy rywalizują pomiędzy sobą w seriach walk mających budować napięcie. Kulminacją rywalizacji jest walka wrestlerska lub ich seria.

### Rywalizacje
Po tym, jak WWE ogłosiło, że John Morrison — który ostatnio walczył w WWE w listopadzie 2011 roku — ponownie podpisał kontrakt z firmą, Morrison po raz pierwszy pojawił się 3 stycznia na odcinku SmackDown w krótkim wywiadzie na backstage’u, wychodząc z szatni The Miza. Obaj formalnie spotkali się ponownie w następnym tygodniu podczas segmentu "Miz TV", w którym Morrison skrytykował fanów za to, że w poprzednim tygodniu obrócili się przeciwko Mizowi po tym, jak zaatakował Kofiego Kingstona po jego walce. Następnie Miz i Morrison rozpoczęli rywalizację ze SmackDown Tag Team Champions The New Day (Big E i Kofi Kingston), w której Morrison pokonał odpowiednio Kingstona i Big E w kolejnych dwóch odcinkach. 31 stycznia Miz i Morrison pokonali Heavy Machinery (Otis i Tucker), Lucha House Party (Lince Dorado i Gran Metalik) oraz The Revival (Scott Dawson i Dash Wilder) w Fatal 4-Way Tag Team matchu, aby zdobyć walkę o mistrzostwo z The New Day na Super ShowDown.
20 stycznia na odcinku Raw, WWE Champion Brock Lesnar ogłosił się pierwszym uczestnikiem męskiego Royal Rumble matchu, ponieważ czuł, że nikt nie jest godzien rzucić mu wyzwanie o tytuł. Ricochet przerwał i oświadczył, że nie boi się walczyć z Lesnarem i zapytał, czy Lesnar boi się z nim walczyć. W odpowiedzi Lesnar zaatakował Ricochet low blow i stwierdził, że się nie boi. Na Royal Rumble Lesnar zdominował pierwszą połowę Royal Rumble matchu, dopóki Ricochet nie wszedł jako piętnasty uczestnik. W odpowiedzi na to, co Lesnar zrobił mu na Raw, Ricochet zaatakował Lesnara od tyłu low blow, co pozwoliło ostatecznemu zwycięzcy Drew McIntyre’owi wyeliminować go ruchem Claymore Kick. 3 lutego na odcinku Raw, Ricochet pokonał Bobby’ego Lashleya i Setha Rollinsa w Triple Threat matchu, aby zdobyć walkę o WWE Championship przeciwko Lesnarowi na Super ShowDown.
Na Royal Rumble, Roman Reigns pokonał Kinga Corbina w Falls Count Anywhere matchu; obaj również bez powodzenia rywalizowali w Royal Rumble matchu. Reigns i The Usos (Jey Uso i Jimmy Uso) pokonali następnie Corbina, Dolpha Zigglera i Roberta Roode’a na następnym SmackDown w Six-man Tag Team matchu, w którym przegrany zjadł psią karmę. W następnym tygodniu Corbin stwierdził, że powinien był wygrać wszystkie te walki i wygrałby je z Reignsem, gdyby nie ingerencja The Usos. Następnie zażądał jeszcze jednej walki z Reignsem, który wyszedł i zaatakował Corbina, któremu udało się uciec. Następnie Reigns przyjął wyzwanie jako Steel Cage match, który został zabookowany na Super ShowDown.
7 lutego na odcinku SmackDown, WWE Hall of Famer Goldbergudzielił wywiadu ze swojego domu przez satelitę. Stwierdził, że po obejrzeniu Royal Rumble sprawiło, że chciał powrócić do ringu – jego ostatnia walka odbyła się na SummerSlam w sierpniu 2019 roku. Gdy jego stary rywal Brock Lesnar związał się z Ricochetem i Drew McIntyre’em o WWE Championship, Goldberg zwrócił swoją uwagę na Universal Championship, ponieważ nigdy nie otrzymał rewanżu o tytuł po tym, jak przegrał go z Lesnarem na WrestleManii 33 w kwietniu 2017 roku. Po tym, jak Universal Champion Bray Wyatt, przerwał Goldbergowi specjalną wersję wiadomości o Firefly Fun House, Goldberg rzucił wyzwanie alter ego Wyatta "The Fiendowi" o Universal Championship. Wyatt następnie stwierdził, że "The Fiend" zaakceptował. Walka została następnie zaplanowana na Super ShowDown.
10 lutego na odcinku Raw, ogłoszsono, że na Super ShowDown odbędzie się Gauntlet match o pierwszy w historii Tuwaiq Mountain Trophy. AJ Styles, United States Champion Andrade, Bobby Lashley, Erick Rowan, R-Truth i Rusev zostali ogłoszeni jako uczestnicy walki. Rusev został jednak usunięty z walki i zastąpiony przez Reya Mysterio 24 lutego na odcinku Raw.
Na Royal Rumble podczas kobiecego Royal Rumble matchu, Naomi niespodziewanie powróciła po sześciomiesięcznej przerwie, podczas gdy później Bayley z powodzeniem utrzymała SmackDown Women’s Championship. Na kolejnym SmackDown, Bayley twierdziła, że pokonała każdą kobietę z brandu. Naomi przerwała, odrzucając twierdzenie, że Bayley nigdy jej nie pokonała. W następnym tygodniu Naomi wzięła udział w Fatal 4-Way matchu, aby wyłonić kolejnego przeciwnika Bayley, który wygrała Carmella, która walczyła z Bayley o tytuł 14 lutego; jednak Bayley utrzymała tytuł po użyciu lin jako dźwigni, aby przygwoździć Carmellę. Po walce Carmella i Naomi zaatakowały Bayley. Walka pomiędzy Carmellą i Naomi została ogłoszona na następny tydzień, w którym Naomi wygrała, co dało jej walkę o tytuł z Bayley na Super ShowDown, co oznaczało drugą walkę kobiet, która odbędzie się w Arabii Saudyjskiej, ale pierwsza z tytułem na szali.
17 lutego na odcinku Raw, po tym jak Kevin Owens i The Viking Raiders (Erik and Ivar) pokonali Murphy’ego i AOP (Akama and Rezara) przez dyskwalifikację z powodu ingerencji Setha Rollinsa, po walce ukazali się The Street Profits (Angelo Dawkins i Montez Ford) i pomogli Owensowi i The Viking Raiders, atakując Murphy’ego, Akama i Rezara, podczas gdy Rollins się wycofał. Później ogłoszono, że Rollins i Murphy będą bronić Raw Tag Team Championship przeciwko The Street Profits na Super ShowDown.
26 lutego na odcinku The Bump, ogłoszono trzy kolejne walki w ramach Super ShowDown. Wrestler z Arabii Saudyjskiej i NXT Mansoor miał zmierzyć się z Dolphem Zigglerem, Humberto Carrillo miał zmierzyć się z Angelem Garzą z NXT w rewanżu z odcinka Raw w dniu 24 lutego, a The Viking Raiders (Erik i Ivar) mieli zmierzyć się z The O.C. (Luke Gallows i Karl Anderson) na Super ShowDown Kickoff.

## Wyniki walk
| Nr                                                                   | Wyniki                                                                                   | Stypulacje                                           | Czas  |
| -------------------------------------------------------------------- | ---------------------------------------------------------------------------------------- | ---------------------------------------------------- | ----- |
| 1P                                                                   | The O.C. (Luke Gallows i Karl Anderson) pokonali The Viking Raiders (Erika i Ivara)      | Tag Team match                                       | 9:58  |
| 2                                                                    | The Undertaker pokonał AJ Stylesa, Andrade, Bobby’ego Lashleya, Ericka Rowana i R-Trutha | Gauntlet match o Tuwaiq Mountain Trophy              | 21:44 |
| 3                                                                    | The Miz i John Morrison pokonali The New Day (Big E i Kofiego Kingstona) (c)             | Tag Team match o WWE SmackDown Tag Team Championship | 13:15 |
| 4                                                                    | Angel Garza pokonał Humberto Carrillo                                                    | Singles match                                        | 9:05  |
| 5                                                                    | Seth Rollins i Murphy (c) pokonali The Street Profits (Angelo Dawkinsa i Monteza Forda)  | Tag Team match o WWE Raw Tag Team Championship       | 10:40 |
| 6                                                                    | Mansoor pokonał Dolpha Zigglera                                                          | Singles match                                        | 9:20  |
| 7                                                                    | Brock Lesnar (c) (z Paulem Heymanem) pokonał Ricocheta                                   | Singles match o WWE Championship                     | 1:30  |
| 8                                                                    | Roman Reigns pokonał Kinga Corbina                                                       | Steel Cage match                                     | 12:50 |
| 9                                                                    | Bayley (c) pokonała Naomi                                                                | Singles match o WWE SmackDown Women’s Championship   | 11:30 |
| 10                                                                   | Goldberg pokonał "The Fiend" Braya Wyatta (c)                                            | Singles match o WWE Universal Championship           | 2:59  |
| (c) – mistrz/mistrzyni przed walkąP – walka miała miejsce w pre-show |                                                                                          |                                                      |       |

Uwagi
1. ↑  The Undertaker zastąpił Reya Mysterio z powodu kontuzji Mysterio której doznał po ataku The O.C. przed walką.

### Gauntlet match o Tuwaiq Mountain Trophy
| Nr. eliminacji | Wrestler       | Nr. wejścia | Wyeliminowany przez | Metoda eliminacji                                          | Czas  |
| -------------- | -------------- | ----------- | ------------------- | ---------------------------------------------------------- | ----- |
| 1              | Bobby Lashley  | 2           | R-Trutha            | Przypięty ruchem roll-up                                   | 5:40  |
| 2              | Andrade        | 3           | R-Trutha            | Przypięty po otrzymaniu Headbutt                           | 6:55  |
| 3              | Erick Rowan    | 4           | R-Trutha            | Zdyskwalifikowany po uderzeniu R-Trutha stalowymi schodami | 12:20 |
| 4              | R-Truth        | 1           | AJ Stylesa          | Odklepał po założeniu Calf Crusher                         | 15:50 |
| 5              | AJ Styles      | 5           | The Undertakera     | Przypięty po otrzymaniu Chokeslam                          | 21:44 |
| Zwycięzca      | The Undertaker | 6           | —                   | —                                                          | 21:44 |